# Sadowoje (Kaliningrad, Osjorsk)
Sadowoje (russisch Садовое, deutsch Ballethen) ist ein Ort in der russischen Oblast Kaliningrad im Rajon Osjorsk. Er gehört zur kommunalen Selbstverwaltungseinheit Munizipalkreis Osjorsk.

## Geographische Lage
Sadowoje liegt nordwestlich der Rajonshauptstadt Osjorsk (Darkehmen, 1938–1946 Angerapp) und ist vom Abzweig Maloje Putjatino (Scherrewischken, 1938–1946 Bruderhof) an der russischen Fernstraße R 517 (Teilstück der ehemaligen deutschen Reichsstraße 137) aus  in fünf Kilometern zu erreichen. Bis zum gleichnamigen Nachbarort Sadowoje (Szallgillen, 1936–1938 Schallgirren, 1938–1946 Kreuzhausen) an der Fernstraße A 197 (Teilstück der ehemaligen deutschen Reichsstraße 139) in westlicher Richtung sind es 19 Kilometer.
Bahnanschluss besteht über die 24 Kilometer nördlich gelegene Stadt Tschernjachowsk (Insterburg) an der Strecke von Kaliningrad (Königsberg) nach Nesterow (Stallupönen, 1938–1946 Ebenrode) zur Weiterfahrt nach Litauen (Teilstück der früheren Preußischen Ostbahn).

## Ortsname
Der Ortsname Sadowoje ist in Russland sehr häufig und kommt bereits im Rajon Osjorsk zweimal vor.

## Geschichte
Der Ort Ballethen, der einst wegen stärkerer Besiedlung in die Ortschaften Klein und Groß Ballethen und wohl auch Escherischken zerfiel, zählte im Jahr 1818 224 Einwohner, deren Zahl sich bis 1863 auf 324 steigerte. Im Jahre 1910 in der Landgemeinde und dem Gutsbezirk zusammen 375 Menschen, und 1925 noch 337, 1933 bereits 462 und 1939 schon 447 Einwohner.
Bis 1945 gehörte das Amts- und Kirchdorf Ballethen zum Landkreis Darkehmen (1938–1945 Landkreis Angerapp) im Regierungsbezirk Gumbinnen der preußischen Provinz Ostpreußen. 
Infolge des Zweiten Weltkrieges kam der Ort unter sowjetische Verwaltung. Im Jahr 1947 erhielt er den russischen Namen Sadowoje und wurde gleichzeitig Sitz eines Dorfsowjets im Rajon Osjorsk. Von 2008 bis 2014 gehörte Sadowoje zur Landgemeinde Krasnojarskoje selskoje posselenije, von 2015 bis 2020 zum Stadtkreis Osjorsk und seither zum Munizipalkreis Osjorsk.

### Amtsbezirk Ballethen
Am 6. Mai 1874 wurde der Amtsbezirk Ballethen gegründet, der bis 1945 Bestand hatte. Im Jahre 1908 waren ihm als Landgemeinden bzw. Gutsbezirke zugeordnet:
| Name (bis 1938)                 | Name (1938–1946) | Name (seit 1946) | Bemerkungen                                           |
| ------------------------------- | ---------------- | ---------------- | ----------------------------------------------------- |
| Landgemeinden:                  |                  |                  |                                                       |
| Ballethen                       | Ballethen        | Sadowoje         |                                                       |
| Groß Menturren                  | Mentau           | Jelowka          |                                                       |
| Illgoszen, seit 1936: Illgossen | Ilgenau          | Iljinskoje       |                                                       |
| Klein Menturren                 | Mentau           | Solowjowo        |                                                       |
| Loppinnen                       | Loppinnen        | Tambowskoje      |                                                       |
| Missen                          | Missen           | Michailowka      |                                                       |
| Neu Ragaischken                 | Kuppenwiese      | Ladoschskoje     |                                                       |
| Gutsbezirke:                    |                  |                  |                                                       |
| Ballethen                       | --               | Sadowoje         | 1928 in die Landgemeinde Ballethen eingemeindet       |
| Ballethgirren                   | Kleinilgenau     | --               | 1928 in die Landgemeinde Illgoszen eingemeindet       |
| Eggertinnen                     | --               | --               | 1928 in die Landgemeinde Illgoszen eingemeindet       |
| Groß Notrienen                  | Kleinkuppenwiese | Orlowskoje       | 1928 in die Landgemeinde Neu Ragaischken eingemeindet |

Am 1. Januar 1945 gehörten noch die sechs Gemeinden Ballethen, Ilgenau, Kuppenwiese, Loppinnen, Mentau und Missen zum Amtsbezirk Ballethen. Heute ist nur Sadowoje (Ballethen) existent.

### Sadowski selski Sowet/okrug 1947–2008
Der Dorfsowjet Sadowski selski Sowet (ru. Садовский сельский Совет) wurde im Juni 1947 eingerichtet. Sein Verwaltungssitz war zunächst der Ort Sadowoje. Um 1970 wurde der Verwaltungssitz nach Krasnojarskoje verlegt. Nach dem Zerfall der Sowjetunion bestand die Verwaltungseinheit als Dorfbezirk Sadowski selski okrug (ru. Садовский сельский округ). Im Jahr 2008 wurden im Rahmen der kommunalen Selbstverwaltung die verbliebenen Orte des Dorfbezirks in die neu gebildete Landgemeinde Krasnojarskoje selskoje posselenije eingegliedert.
| Ortsname                             | Name bis 1947/50                                      | Bemerkungen |
| ------------------------------------ | ----------------------------------------------------- | --- |
| Gurjewskoje (Гурьевское)             | Gailboden                                             | Der Ort wurde 1947 umbenannt und vermutlich vor 1988 an den Ort Nowo-Gurjewskoje angeschlossen.                                                                                       |
| Iljinskoje (Иљиское)                 | Illgossen, 1938–1945:"Ilgenau"                        | Der Ort wurde 1947 umbenannt und vor 1975 verlassen. |
| Jelowka (Еловка)                     | Groß Menturren, 1938–1945:"Mentau"                    | Der Ort wurde 1947 umbenannt und vor 1988 verlassen. |
| Karpowka (Карповка)                  | Dumbeln, 1938–1945:"Kleinkranichfelde"                | Der Ort wurde 1947 umbenannt. |
| Kassimowo (Касимово)                 | Karklienen, 1938–1945:"Wiesenhausen"                  | Der Ort wurde 1950 umbenannt und vor 1975 verlassen. |
| Ketowskoje (Кетовское)               | Kuinen, 1938–1945:"Golsaue"                           | Der Ort wurde 1947 umbenannt und vor 1975 verlassen. |
| Klimowka (Климовка)                  | Kamanten                                              | Der Ort wurde 1947 umbenannt und gehörte zunächst zum Dorfsowjet Bagrationowski. Er wurde vor 1988 in den Dorfsowjet Sadowski eingegliedert.                                          |
| Kolchosnoje (Колхозное)              | Krauleidszen/Krauleidschen, 1938–1945:"Schöppenfelde" | Der Ort wurde 1950 umbenannt. |
| Konstantinowka (Константиновка)      | Kieselkehmen, 1938–1945:"Kieselkeim"                  | Der Ort wurde 1947 umbenannt und gehörte zunächst zum Dorfsowjet Majakowski im Rajon Gussew.                                                                                          |
| Krasnojarskoje (Красноярское)        | Sodehnen                                              | Der Ort wurde 1947 umbenannt und war seit etwa 1970 der Verwaltungssitz. |
| Krasnoje (Красное)                   | Lolidimmen, 1938–1945:"Lolen"                         | Der Ort wurde 1950 umbenannt und vor 1975 verlassen. |
| Kusmino (Кузьмино)                   | Kurschen                                              | Der Ort wurde 1947 umbenannt. |
| Ladoschskoje (Ладожское)             | Neu Ragaischen, 1938–1950:Kuppenwiese                 | Der Ort wurde 1950 umbenannt und vor 1975 verlassen. |
| Ljubimoje (Любимое)                  | Labowischken, 1938–1945:"Labonen"                     | Der Ort wurde 1947 umbenannt und vor 1988 verlassen. |
| Malaja Klimowka (Малая Климовка)     | Groß Grobienen                                        | Der Ort wurde 1947 umbenannt und gehörte zunächst zum Dorfsowjet Bagrationowski. Er wurde vor 1988 in den Dorfsowjet Sadowski eingegliedert und 1997 aus dem Ortsregister gestrichen. |
| Maloje Putjatino (Малое Путятино)    | Scherrewischken, 1938–1945:"Bruderhof"                | Der Ort wurde 1950 umbenannt. |
| Maloje Rasskasowo (Малое Рассказово) | Wertheim                                              | Der Ort wurde 1950 umbenannt und vor 1975 verlassen. |
| Maloje Rjaschskoje (Малое Ряжское)   | Datzkehmen, 1938–1945:"Lorenzfelde"                   | Der Ort wurde 1950 umbenannt und 1997 aus dem Ortsregister gestrichen. |
| Michailowka (Михайловка)             | Missen                                                | Der Ort wurde 1947 umbenannt und vor 1988 verlassen. |
| Mochowoje (Моховое)                  | Melletschen, 1938–1945:"Meltbach"                     | Der Ort wurde 1947 umbenannt und vor 1975 verlassen. |
| Nabereschnoje (Набережное)           | Didwischken, 1938–1945:"Dittwiese"                    | Der Ort wurde 1947 umbenannt und 1997 aus dem Ortsregister gestrichen. |
| Netschajewo (Нечаево)                | Ottoberg                                              | Der Ort wurde 1950 umbenannt und gehörte zunächst zum Dorfsowjet Bagrationowski. Er wurde vor 1988 in den Dorfsowjet Sadowski eingegliedert und 1997 aus dem Ortsregister gestrichen. |
| Nowo-Gurjewskoje (Ново-Гурьевское)   | Kallnen, 1938–1945:"Drachenberg"                      | Der Ort wurde 1947 umbenannt. |
| Nowo-Schuwalowo (Ново-Шувалово)      |                                                       | Der Ort wurde spätestens 1975 eingerichtet. Seine genaue Ortslage ist unbekannt. 1997 wurde er an Schuwalowo angeschlossen.                                                           |
| Orlowskoje (Орловское)               | Groß Notrienen, 1938–1945:"Kleinkuppenwiese"          | Der Ort wurde 1950 umbenannt und vor 1975 verlassen. |
| Putjatino (Путятино)                 | Kissehlen, 1938–1945:"Angermühle"                     | Der Ort wurde 1947 umbenannt und 1997 aus dem Ortsregister gestrichen. |
| Rasskasowo (Рассказово)              | Auxinnen, 1938–1945:"Ammerau"                         | Der Ort wurde 1947 umbenannt und vermutlich vor 1988 an den Ort Krasnojarskoje angeschlossen.                                                                                         |
| Retschkalowo (Речкалово)             | Abschermeningken, 1938–1945:"Fuchstal"                | Der Ort wurde 1950 umbenannt. |
| Rjaschskoje (Ряжское)                | Koszischken/Koschischken, 1938–1945:"Köskeim"         | Der Ort wurde 1947 umbenannt und vor 1975 verlassen. |
| Russkaja Poljana (Русская Поляна)    | Szallutschen/Schallutschen, 1938–1945:"Krebswinkel"   | Der Ort wurde 1950 umbenannt und vor 1975 verlassen. |
| Sadoroschje (Задорожье)              | Mallenuppen, 1938–1945:"Gembern"                      | Der Ort wurde 1950 umbenannt. Er befand sich vorübergehend im Dorfsowjet Bagrationowski.                                                                                              |
| Sadowoje (Садовое)                   | Ballethen                                             | Der Verwaltungssitz bis etwa 1970. |
| Samostje (Замостье)                  | Klein Datzen                                          | Der Ort wurde 1950 umbenannt. |
| Sassowka (Сасовка)                   | Groß Pruschillen, 1938–1945:"Großpreußenbruch"        | Der Ort wurde 1947 umbenannt und vor 1975 verlassen. |
| Schischkowo (Шишково)                | Schillehlen, 1938–1945:"Sillenfelde"                  | Der Ort wurde 1947 umbenannt. |
| Schmatowka (Шматовка)                | Schwirgsden, 1938–1945:"Königsgarten"                 | Der Ort wurde 1947 umbenannt. |
| Schuwalowo (Шувалово)                | Groß Wischtecken, 1938–1945:"Ullrichsdorf"            | Der Ort wurde 1950 umbenannt und gehörte zunächst zum Dorfsowjet Krasnopoljanski im Rajon Tschernjachowsk.                                                                            |
| Sebeschskoje (Себежское)             | Demildszen/Demildschen, 1938–1945:"Kleinkamanten"     | Der Ort wurde 1950 umbenannt und gehörte zunächst zum Dorfsowjet Bagrationowski. Er vor 1988 in den Dorfsowjet Sadowski eingegliedert.                                                |
| Simakowo (Симаково)                  | Eggertinnen, 1938–1945:"Eggerten"                     | Der Ort wurde 1950 umbenannt und vor 1975 verlassen. |
| Solowjowo (Соловьёво)                | Klein Menturren, 1938–1945:"Mentau"                   | Der Ort wurde 1950 umbenannt und vor 1975 verlassen. |
| Spornoje (Спорное)                   | Groß Datzen                                           | Der Ort wurde 1950 umbenannt und vor 1988 verlassen. |
| Stolbowoje (Столбовое)               | Klein Pruschillen, 1938–1945:"Kleinpreußenbruch"      | Der Ort wurde 1950 umbenannt. |
| Tambowskoje (Тамбовское)             | Loppinnen                                             | Der Ort wurde 1947 umbenannt und vor 1988 verlassen. |
| Timirjasewo (Тимирязево)             | (Groß) Albrechtshof                                   | Der Ort wurde 1950 umbenannt und vor 1975 verlassen. |
| Watutino (Ватутино)                  | Schaugsten, 1938–1945:"Linnemarken"                   | Der Ort wurde 1950 umbenannt und vor 1975 verlassen. |

Der im Jahr 1947 umbenannte Ort Andrejewka (Lengwetschen/Tiefenhagen) und der im Jahr 1950 umbenannte Ort Lesnoje (Endruschen/Maiden), die zunächst ebenfalls in den Sadowski selski Sowet eingeordnet worden waren, kamen später (vor 1975) zum Lwowski selski Sowet.

## Kirche

### Kirchengebäude
Die erste Ballethener Kirche, vollendet 1599, war ein schlichter Holzbau, der schon sehr früh zwei Glocken besaß. Im Jahre 1646 erhielt das Gebäude Ersatz durch eine Fachwerkkirche, die bis 1767 stand.
Die Nachfolgekirche hielt dem Zweiten Weltkrieg stand. Dann aber wurde sie zweckentfremdend betrieblich genutzt und in den 1970er Jahren dem Erdboden gleichgemacht. An das Gotteshaus erinnert heute noch ein Taufstein, der um 1767 entstanden ist. Man entdeckte ihn 1993 zufällig auf einem Hof in der Nähe, wo er die Nachkriegszeit als Vogeltränke überstanden hatte. Der Taufstein kam nach Deutschland und wurde nach ausgiebiger Restaurierung seinem ursprünglichen Zweck in der Dreifaltigkeitskirche in Hamburg-Harburg zugeführt.
Im Filialdorf Sodehnen (russisch: Krasnojarskoje) wurde 1934 eine eigene Kirche eingeweiht.

### Kirchengemeinde
Seit Ende des 16. Jahrhunderts ist Ballethen ein Kirchdorf mit überwiegend evangelischer Bevölkerung. Anfangs noch zur Inspektion Insterburg (heute russisch: Tschernjachowsk) gehörig, war es bis 1945 Teil des Kirchenkreises Darkehmen (1938–1946 Angerapp, seit 1946 Osjorsk) in der Kirchenprovinz Ostpreußen der Kirche der Altpreußischen Union. Bereits seit 1913 gab es einen zweiten Pfarrer, der seinen Wohnsitz in Sodehnen nahm, jedoch mit der Muttergemeinde verbunden blieb.
In der Nachkriegszeit war alles kirchliche Leben untersagt. In den 1990er Jahren bildeten sich an vielen Orten in der Oblast Kaliningrad kleinere evangelische Gemeinden so wie in Gussew (Gumbinnen), die Ballethen am nächstgelegenen ist. Sie gehört zur neugegründeten Propstei Kaliningrad in der Evangelisch-Lutherischen Kirche Europäisches Russland. Das zuständige Pfarramt ist das der Salzburger Kirche in Gussew.

### Kirchspiel
Zum Kirchdorf Ballethen gehörte bis 1945 ein sehr weitläufiges Kirchspiel von nahezu 50 Ortschaften, in denen 1912 6200 Einwohner lebten und in denen 15 Schulen mit 20 Lehrern angesiedelt waren. In das Kirchspiel waren eingepfarrt (* = Schulort):
- Alt Ragaischen, 1938–1946: Konradshof (seit 1946: Nagornoje)[12]
- Auxinnen, Ammerau (Rasskasowo)
- Ballethen (Sadowoje)[12]
- Ballethgirren, Kleinilgenau
- Didwischken, Fittwiese (Naberechnoje)
- Dumbeln, Kranichfelde (Kusmino)
- Eggertinnen, Eggerten
- Eszergallen/Eschergallen, Seehügel
- Friedrichshof
- Groß Albrechtshof, Albrechtshof (Tirmirjasewo)
- Groß Bretschkehmen, Brettken[12]
- Groß Kallwischken, Großkallwen
- Groß Notrienen, Kleinkuppenwiese (Orlowskoje)
- Groß Ragauen[12]
- Groß Menturren, Mentau (Jelowka)
- Grünblum
- Ilgoszen/Illgossen, Ilgenau (Iljinskoje)
- Jurgaitschen, Jürgenfelde (Judino)[12]
- Kandszen/Kandschen, Kanden[12]
- Karlinen, Wiesenhausen (Kasimowo)
- Klein Albrechtshof
- Klein Dumbeln, Kleinkranichfelde (Karpowka)
- Klein Kallwischken, Kleinkallwen
- Klein Menturren, Mentau (Solowjowo)
- Klein Notrienen
- Klein Ragauen
- Koszischken, Köskeim (Rjaschskoje)
- Kruschinnen, Altlinde
- Kuinen*, Golsaue (Ketowskoje)
- Kurschen (Kusmino)[12]
- Labowischken, Labonen (Ljubinoje)
- Lasdienen, Mühlenau
- Lengwetschen, Tiefenhagen
- Lenkimmen, Uhlenhorst[12]
- Loppinnen (Tambowskoje)[12]
- Melletschen, Meltbach (Mochowoje)
- Missen (Michailowka)
- Neu Ragaischen, Kuppenwiese (Ladoschskoje)[12]
- Oszeningken/Oscheningken, Hasenbrück
- Ragoszen/Ragoschen, Ragen
- Rauben (– Degelgirren)
- Rosenberg
- Ruhberg
- Scherrewischken, Bruderhof (Maloje Putjatino)[12]
- Schillehlen, Sillenfelde (Schischkowo)[12]
- Schuppinnen, Wiesenbrunn
- Schwirgsden, Königsgarten (Schmatowka)[12]
- Sodehnen (Krasnojarskoje)[12]
- Szallutschen/Schallutschen, Krebswinkel (Russkaja Poljana)

### Pfarrer
Von der Reformation bis 1945 amtierten in Ballethen 22 evangelische Geistliche:
- Gregor Pauli, 1600–1637
- Johann Pauli, 1637–1653
- Wilhelm Johann Lüdemann, 1651–1655
- Johann Kersten, 1655–1663
- Johann george von Dieben, 1655–1663
- Jacob Trescovius, 1682
- Christoph Samuel Schmalvogel, 1683–1709
- Heinrich Behrendt, 1709–1710
- Christian Lohrer, 1711–1712
- Daniel Dörffer, 1712–1717
- Johann Albert Piascovius, 1717–1719
- Georg Abraham Baltzer, 1719–1747
- Christian F. Stumer, 1748–1765
- Paul Schröder, 1765–1796
- Heinrich Ludwig Krieger, 1793–1824
- Heinrich Adolf Krüger, 1825–1875
- Heinrich Küsel, 1875–1895[A 2]
- Eduard Paul Walther, 1897–1911
- Willy Schliewe, 1911–1914
- Alfred Eugen W. Schulz, 1915–1923
- Walter Strazim, 1923–1934
- Joachim Großkreutz, 1936–1945

Als 2. Pfarrer waren in Sodehnen tätig und dort wohnhaft:
- Walter Strazim, 1913–1923
- William Papendorf, 1924–1929
- Friedrich Ring, 1929–1931
- Gerhard Matern, 1933–1940
- Ewald Leonhardt, 1940–1945

## Persönlichkeiten des Ortes
- Arthur Kraußneck (1856–1941), Schauspieler